# Burghausen (Windelsbach)
Burghausen ist ein Gemeindeteil der Gemeinde Windelsbach im Landkreis Ansbach (Mittelfranken, Bayern). Die Gemarkung Burghausen hat eine Fläche von 3,158 km². Sie ist in 159 Flurstücke aufgeteilt, die eine durchschnittliche Fläche von 19.864,37 m² haben.

## Geographie
Das Dorf liegt an der Altmühl und ist von Acker- und Grünland umgeben. Im Süden wird die Flur Hornfeld genannt, im Nordosten Gassenfeld. 0,9 km nordöstlich liegt das Burghausener Holz. Dort befindet sich eine ehemalige Tongrube, die als Geotop ausgezeichnet ist. Die Kreisstraße AN 8 führt nach Cadolzhofen (2 km südwestlich) bzw. nach Poppenbach (1,5 km östlich). Eine Gemeindeverbindungsstraße führt nach Ermetzhof (1,7 km nördlich).

## Geschichte
Burghausen entstand im 10. oder 11. Jahrhundert um eine Turmhügelburg (Burg Burghausen), die ursprünglich im Besitz des Patriziergeschlechts der Ebner von Eschenbach war.
Im 16-Punkte-Bericht des brandenburg-ansbachischen Oberamts Colmberg von 1681 wurden für Burghausen 13 Mannschaften verzeichnet: 1 Anwesen unterstand dem Kastenamt Colmberg, 1 Anwesen dem eichstättischen Amt Herrieden, 1 Anwesen der Deutschordenskommende Virnsberg, 3 Anwesen den Herren von Seckendorff zu Obernzenn und 7 Anwesen dem Geheimen Rat Förster zu Ansbach. Das Hochgericht übte das brandenburg-bayreuthische Schultheißenamt Markt Bergel aus.
Gegen Ende des 18. Jahrhunderts gab es in Burghausen 13 Anwesen und ein Gemeindehirtenhaus. Das Hochgericht übte das Rittergut Burghausen im begrenzten Umfang aus. Es hatte ggf. an das Schultheißenamt Markt Bergel auszuliefern. Die Dorf- und Gemeindeherrschaft hatte das Rittergut Burghausen. Grundherren waren das Rittergut Burghausen (2 Höfe, 1 Halbhof, 1 Wirtshaus, 4 Güter, 1 Erbschmiede, 1 Gütlein, 1 Köblersgut, 1 Haus) und das brandenburg-bayreuthische Kastenamt Ipsheim (1 Haus). Von 1797 bis 1808 unterstand der Ort dem Justizamt Külsheim und Kammeramt Ipsheim.
Von 1797 bis 1810 unterstand der Ort dem Justizamt Külsheim und Kammeramt Ipsheim. 1810 kam Burghausen an das Königreich Bayern. Im Rahmen des Gemeindeedikts wurde Burghausen dem 1811 dem Steuerdistrikt Bergel und der 1817 provisorisch gebildeten Munizipalgemeinde Bergel zugeordnet. Mit dem Zweiten Gemeindeedikt (1818) entstand die Ruralgemeinde Burghausen. Sie war in Verwaltung und Gerichtsbarkeit dem Landgericht Windsheim zugeordnet und in der Finanzverwaltung dem Rentamt Ipsheim. Am 1. April 1832 erfolgte der Wechsel zum Landgericht Leutershausen und Rentamt Colmberg. Ab 1862 gehörte Burghausen zum Bezirksamt Rothenburg ob der Tauber (1939 in Landkreis Rothenburg ob der Tauber umbenannt) und zum Landgericht Rothenburg (1879 in das Amtsgericht Rothenburg ob der Tauber umbenannt, das seit 1973 eine Zweigstelle des Amtsgerichts Ansbach ist). Die Finanzverwaltung wurde 1880 vom Rentamt Rothenburg ob der Tauber übernommen (1919 in Finanzamt Rothenburg ob der Tauber umbenannt, seit 1973 Zweigstelle des Finanzamts Ansbach). Die Gemeinde hatte 1964 eine Gebietsfläche von 3,166 km². Im Zuge der Gebietsreform in Bayern wurde Burghausen am 1. Mai 1978 nach Windelsbach eingemeindet.

### Bau- und Bodendenkmäler
- Haus Nr. 14: Wohnstallhaus, Fachwerkobergeschoss, bezeichnet 1839[13]
- Haus Nr. 15: Wohnstallhaus, Fachwerkobergeschoss, bezeichnet 1850[13]
- Haus Nr. 16: eingeschossiges Fachwerkwohnstallhaus, erste Hälfte 19. Jahrhundert, später teilweise verändert[13]
- Burg Burghausen[13]

ehemalige Baudenkmäler
- Haus Nr. 17: ähnlich Haus Nr. 14, am Eckstein bezeichnet „J. L. K.[or]B[acher] 18 CK 50“[14]
- Grenz- oder Meilenstein, wohl 18./19. Jahrhundert; 500 m westlich des Ortes
- Hoheitsstein, wohl 18. Jahrhundert; am westlichen Altmühlufer, nahe der Brücke

### Einwohnerentwicklung
| Jahr      | 1818   | 1840   | 1852   | 1855   | 1861   | 1867   | 1871   | 1875   | 1880   | 1885   | 1890   | 1895   | 1900   | 1905   | 1910   | 1919   | 1925   | 1933   | 1939   | 1946   | 1950   | 1952   | 1961   | 1970   | 1987   | 2011 | 2016 | 2023  |
| Einwohner | 93     | 103    | 100    | 92     | 95     | 96     | 95     | 93     | 97     | 95     | 84     | 79     | 83     | 78     | 92     | 94     | 84     | 80     | 93     | 134    | 128    | 105    | 65     | 67     | 63     | 59   | 61   | 53    |
| Häuser    | 17     | 17     |        |        |        |        | 19     |        |        | 18     | 19     |        | 19     |        |        |        | 15     |        |        |        | 16     |        | 16     |        | 16     |      |      |       |
| Quelle    | [ 16 ] | [ 17 ] | [ 18 ] | [ 18 ] | [ 19 ] | [ 20 ] | [ 21 ] | [ 22 ] | [ 23 ] | [ 24 ] | [ 25 ] | [ 18 ] | [ 26 ] | [ 18 ] | [ 27 ] | [ 18 ] | [ 28 ] | [ 18 ] | [ 18 ] | [ 18 ] | [ 29 ] | [ 18 ] | [ 10 ] | [ 30 ] | [ 31 ] |      |      | [ 2 ] |

## Religion
Der Ort ist seit der Reformation evangelisch-lutherisch geprägt und gehört bis heute zur Kirchengemeinde St. Nikolaus (Preuntsfelden), einer Filiale von St. Martin (Windelsbach). Die Einwohner römisch-katholischer Konfession sind nach St. Johannis (Rothenburg ob der Tauber) gepfarrt.